# Cyrto-hypnum curtisetum
Cyrto-hypnum curtisetum là một loài Rêu trong họ Thuidiaceae. Loài này được (D.H. Norris & T.J. Kop.) W.R. Buck & H.A. Crum mô tả khoa học đầu tiên năm 1990.